# Spaghettieis

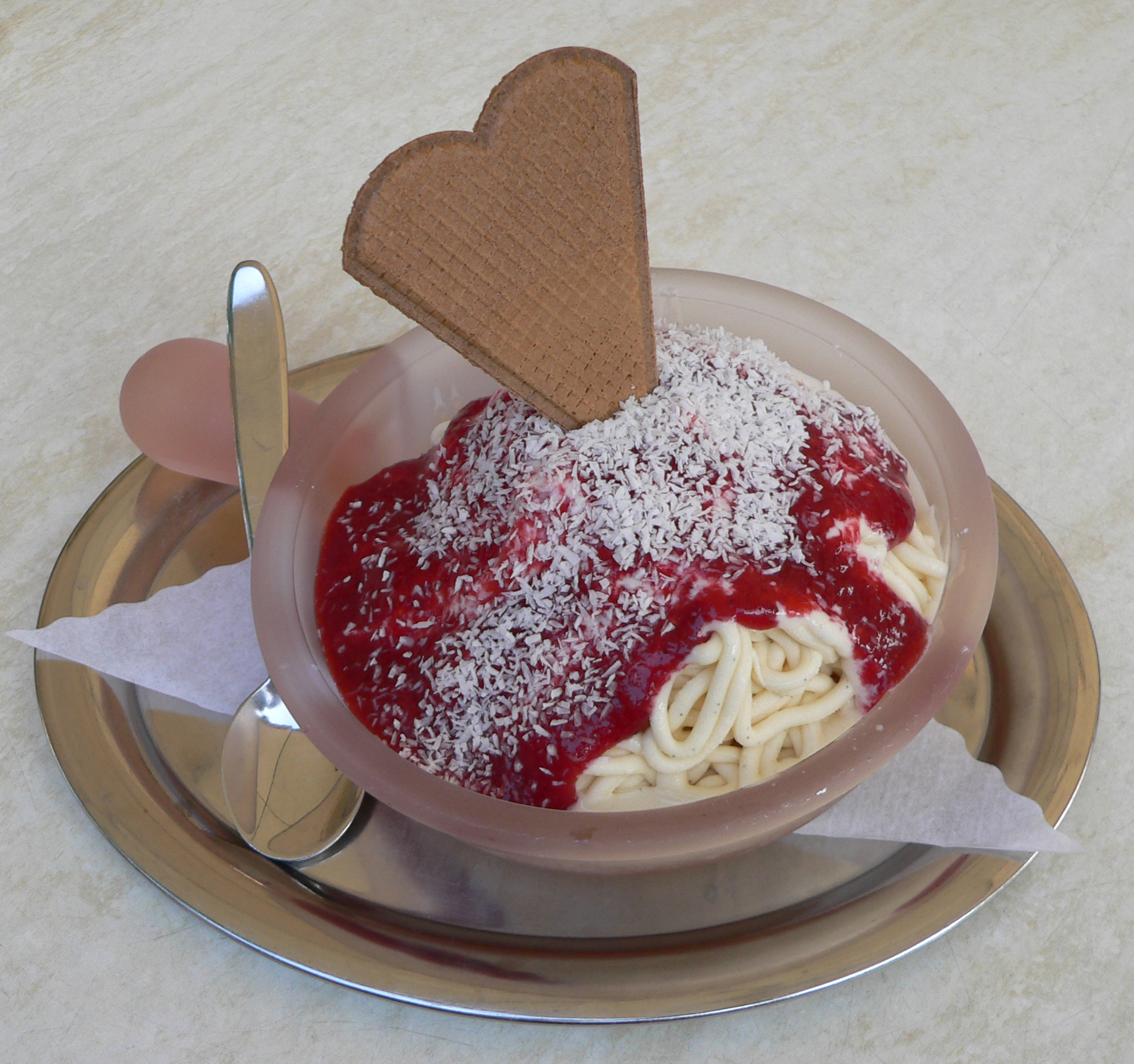
Spaghettieis

O Spaghettieis é uma sobremesa da culinária alemã, feita com sorvete de creme, que após passar pelo espremedor de batatas, parece um espaguete. A cobertura é feita de calda de morango, imitando o molho de tomate, e de chocolate branco ralado, imitando o queijo parmesão. A sobremesa foi criada nos anos 1960  na cidade de Mannheim por Dario Fontanella, um sorveteiro de origem italiana.